# Чарыков, Михаил Павлович
Михаил Павлович Чарыков (22.12.1919, Рязанская область — 19.02.1942, Донецкая область) — советский военнослужащий, участник Великой Отечественной войны, Герой Советского Союза, механик-водитель танка 263-го танкового батальона 131-й танковой бригады, старший сержант.

## Биография
Родился 22 декабря 1919 года в деревне Мухины Поляны ныне Ермишинского района Рязанской области. Окончил Азеевскую неполную среднюю школу. В мае 1939 года вместе с родителями переехал в город Янгиюль Ташкентской области Узбекистана.
В 1939 году был призван в Красную Армию Янгиюльским райвоенкоматом. Окончил полковую школу и был назначен механиком-водителем танка КВ одной из дивизий 15-го мехкорпуса, дислоцировавшегося у границ страны на Западной Украине.
Участник Великой Отечественной войны с первых дней. В первых боях в районе города Львова, у населённых пунктов Адамы и Буска, экипаж, в котором механиком-водителем был Чарыков, гусеницами и огнём уничтожил четыре тяжёлых орудия, три противотанковые пушки с прислугой и до 40 фашистов. В ходе боя была повреждена ходовая часть машины, но механик-водитель быстро устранил неисправность. Вернувшись в бой, танкисты уничтожили ещё артиллерийскую батарею на конной тяге с прислугой, два наблюдательных пункта и до 50 противников. В дальнейшем с боями отступал на восток.
С сентября 1941 года воевал в составе 131-й танковой бригады, сформированной на базе остатков 8-й и 10-й танковых дивизий. На Южном фронте участвовал в оборонительных боях на территории Донецкой области Украины.
Представляя старшего сержанта Чарыкова в высокой награде, командир полка писал: «В боях за Знаменку 9.2.42 г. во время атаки танк Чарыкова наскочил на фугас. Взрывом повредило ходовую часть и рычаги управления. Танк превратился в огневую точку. Стал вести огонь с места, помогая своей пехоте продвигаться. Тов. Чарыков приоткрыл свой люк и корректировал огонь, точно указывая цели. 11 часов экипаж оставался в танке и только с наступлением темноты танк был отбуксирован с поля боя. 19.02.42 г. в боях за Беззаботовку и Очеретино Чарыков уничтожил 3 противотанковых орудия, одну 75-мм пушку и до 15 противников. В этом бою танк Чарыкова был поражён термическим снарядом врага. Чарыков ослеп, но рычагов не бросил и по команде членов экипажа вёл танк в бой пока не погиб».
Указом Президиума Верховного Совета СССР «О присвоении звания Героя Советского Союза начальствующему и рядовому составу Красной Армии» от 22 февраля 1943 года за «образцовое выполнение боевых заданий командования на фронте борьбы с немецкими захватчиками и проявленными при этом отвагу и геройство» удостоен посмертно звания Героя Советского Союза посмертно.
Награждён орденом Ленина, медалью «За отвагу».
Похоронен на месте последнего боя в селе Очеретино Донецкой области.

## Память
- Его именем названы улицы на родине и в городе Янгиюль.
- Памятная доска Чарыкову Михаилу Павловичу установлена на мемориальном комплексе в посёлке городского типа Ермишь Рязанской области.

Памятная доска Чарыкову Михаилу Павловичу